# La fuga de Logan (novel·la)
|  | Per a altres significats, vegeu «La fuga de Logan (pel·lícula)». |

La fuga de Logan és una novel·la de ciència-ficció escrita per William F. Nolan i George Clayton Johnson. Publicada per primera vegada als Estats Units l'any 1967 amb el nom Logan's Run (en anglès). Descriu una societat futurística distòpica en què tant la població com el consum de recursos es mantenen en equilibri, a l'exigir la mort de tot el món arribant a una edat en particular.

## Seqüeles
Nolan va escriure dues seqüeles, Logan's World i Logan's Search, publicades després del realitzament de la pel·lícula. També hi ha una novel·la curta, Logan's Return, que ha estat publicada com un llibre electrònic. Dues novel·les més, Logan's Journey (escrita amb Paul McComas) i Logan Falls (escrita amb Jason V Brock), s'han escrit, però no publicat.
En Logan's World, el personatge torna a la Terra, enmig dels supervivents i les ruïnes del sistema on va escapar en la primera novel·la, mentre en Logan's Search va a una realitat alternativa (amb l'ajuda dels estrangers) per aturar una vegada més el govern d'on es va escapar en la primera novel·la, encara que amb alguns canvis menors.
A partir del 2015, es rumorejava una seqüela de George Clayton Johnson de La fuga de Logan titulada Jessica's Run: una nova seqüela "en desenvolupament". Johnson va morir, però, el dia de Nadal de 2015.